# Karl-Olof Faxén
Karl-Olof Faxén, född 19 april 1924 i Uppsala, död 2012, var en svensk nationalekonom.
Karl-Olof Faxén är son till mekanikprofessorn Hilding Faxén och Elsa Schwalbe. Han blev fil.kand. 1944, fil.lic. 1951 och disputerade för filosofie doktorsgrad 1957 vid Stockholms högskola. Han blev samtidigt docent i nationalekonomi. Han anställdes av SAF 1956, blev biträdande direktör där 1960, direktör och ledamot av direktionen 1965.
Han är en av upphovsmännen till EFO-modellen.
Faxén invaldes 1976 som ledamot av Ingenjörsvetenskapsakademien.